# Arjan Ebbinge
Arjan Ebbinge (Veendam, 6 december 1974) is een Nederlands voormalig profvoetballer die als verdediger speelde. Hij speelde voor Velocitas, GVAV-Rapiditas (jeugd), FC Groningen, BV Veendam, sc Heerenveen, Helmond Sport, N.E.C., RBC Roosendaal en FC Den Bosch. Ook zijn vader Henk Ebbinge was voetballer. Na zijn voetballoopbaan ging hij bij de VVCS werken en wonen in Nijmegen.

## Clubstatistieken
| Seizoen | Club           | Duels | Goals | Competitie     |
| ------- | -------------- | ----- | ----- | -------------- |
| 1993/94 | FC Groningen   | 4     | 0     | Eredivisie     |
| 1994/95 | FC Groningen   | 17    | 0     | Eredivisie     |
| 1995/96 | FC Groningen   | 2     | 0     | Eredivisie     |
| 1996/97 | BV Veendam     | 24    | 0     | Eerste divisie |
| 1997/98 | BV Veendam     | 31    | 2     | Eerste divisie |
| 1998/99 | BV Veendam     | 29    | 2     | Eerste divisie |
| 1999/00 | BV Veendam     | 22    | 1     | Eerste divisie |
| 2000/01 | sc Heerenveen  | 20    | 0     | Eredivisie     |
| 2001/02 | sc Heerenveen  | 13    | 0     | Eredivisie     |
| 2002/03 | sc Heerenveen  | 7     | 0     | Eredivisie     |
| 2002/03 | Helmond Sport  | 9     | 2     | Eerste divisie |
| 2003/04 | N.E.C.         | 31    | 1     | Eredivisie     |
| 2004/05 | N.E.C.         | 19    | 2     | Eredivisie     |
| 2005/06 | RBC Roosendaal | 9     | 0     | Eredivisie     |
| 2006/07 | RBC Roosendaal | 8     | 0     | Eerste divisie |
| 2007/08 | FC Den Bosch   | 33    | 1     | Eerste divisie |
| 2008/09 | FC Den Bosch   | 18    | 0     | Eerste divisie |
| Totaal  |                | 296   | 11    |                |

Bijgewerkt tot en met 04-06-2009